# Arthur Horsthuis
Arthur Horsthuis AA, auch Arturo Gerrit João Hermanus Maria Horsthuis, (* 17. Juni 1912 in Diepenveen, Niederlande; † 11. April 1979) war ein niederländischer Ordensgeistlicher und römisch-katholischer Bischof von Jales.

## Leben
Gerrit Jan Hermanus Maria Horsthuis wurde als eines von zwölf Kindern von Hermanus Johannes Josephus Horsthuis und Hendrika Satink geboren. Nach dem Schulbesuch in Boxtel trat er am 4. Oktober 1931 im belgischen Taintegnies in das Noviziat des Assumptionistenordens ein. Am 5. Oktober 1932 legte er die erste und genau drei Jahre später die ewige Profess ab. Nach dem Theologiestudium an der Katholischen Universität Löwen empfing er am 26. Februar 1939 durch den Mechelner Weihbischof Étienne Joseph Carton de Wiart das Sakrament der Priesterweihe.
Er war zunächst als Lehrer und Erzieher in Boxtel tätig und studierte von 1941 bis 1944 Missionswissenschaft in Nijmegen. 1946 ging er mit sechs Mitbrüdern nach Brasilien, wo er zunächst am Knabenseminar und an der Kathedrale des Bistums São José do Rio Preto tätig war. Bis zum Dezember 1958 arbeitete er zehn Jahre lang in der Pfarrseelsorge in Além-Paraíba und Fernandópolis, wo er sich für den Bau der Pfarrkirche einsetzte. Anschließend war er Vizeprovinzial der brasilianischen Assumptionisten mit Sitz in São Paulo.
Papst Johannes XXIII. ernannte ihn am 2. Februar 1960 zum ersten Bischof des zwei Monate zuvor errichteten Bistums Jales. Der Apostolische Nuntius in Brasilien, Erzbischof Armando Lombardi, spendete ihm am 29. Juni desselben Jahres in der Kapelle des Assumptionistenkollegs in São Paulo die Bischofsweihe. Mitkonsekratoren waren Lafayette Libânio, Bischof von São José do Rio Preto, und Paulo Rolim Loureiro, Weihbischof in São Paulo. Die Amtseinführung im Bistum Jales fand am 15. August 1960 statt. Arthur Horsthuis nahm an der ersten und zweiten Sitzungsperiode des Zweiten Vatikanischen Konzils als Konzilsvater teil.
Zu seinen vielfältigen Aktivitäten beim Aufbau des neuen Bistums gehörten die Gründung eines Radiosenders für die Glaubensverkündigung, die Entwicklung der Bistumsverwaltung und die Gestaltung der Kathedrale, deren Fertigstellung er in seiner Amtszeit jedoch nicht mehr erlebte. Er initiierte die Entwicklung von Typenkirchen, um beim Aufbau der Pfarreien Baukosten zu sparen. Seine besondere Aufmerksamkeit galt der Landbevölkerung, die er bei der Gründung ländlicher Gewerkschaften unterstützte.
Aufgrund seiner angegriffenen Gesundheit nahm Papst Paul VI. am 7. November 1968 seinen vorzeitigen Rücktritt an und ernannte ihn zum Titularbischof von Hippo Diarrhytus. Auf den Titularsitz verzichtete er am 16. März 1971.
Nach seinem Rücktritt unterzog er sich ein Jahr lang ärztlichen Behandlungen in seinem Heimatland und kehrte anschließend nach Brasilien zurück, wo er zunächst im Erzbistum São Paulo und ab 1972 im Erzbistum Ribeirão Preto seelsorglich tätig war. Der Erzbischof von Ribeirão Preto ernannte ihn zum Bischofsvikar.
Im September 1978 reiste er zu Urlaubs- und Behandlungszwecken in die Niederlande. Hier verschlechterte sich sein Gesundheitszustand und er starb am 11. April 1979 im Krankenhaus von Boxtel an einem Kreislaufversagen. Sein Grab befindet sich auf dem Friedhof der Assumptionisten in Boxtel.